# 49 (число)
Вижте пояснителната страница за други значения на 49.
49 (четиридесет и девет) е естествено, цяло число, намиращо се между 48 и 50.

## В науката
- 49 е точен квадрат (49 = 7²).

### Химия
- 49 е атомният номер на химичния елемент Индий.

## Астрономия
- Месие 49 е лещовидна галактика в съзвездието Дева.
- NGC49 е спирална галактика в съзвездието Кит.

## Други
- +49 e телефонният код на Германия.
- 49 са числата в една от най-популярните игри на Българския спортен тотализатор – 6 от 49.